# Das Veilchen
Das Veilchen (en alemán, La violeta) en sol mayor, K. 476, es una canción para voz y piano de Wolfgang Amadeus Mozart, escrita en Viena el 8 de junio de 1785, a partir de un poema de Johann Wolfgang von Goethe.

## Texto
Goethe escribió el poema en 1773 o a principios de 1774. Fue el primero que publicó en marzo de 1775, en su primer singspiel Erwin und Elmire, al que puso música por vez primera el compositor alemán Johann André en 1775; en 1776, fue musicado nuevamente por la duquesa Ana Amalia de Brunswick-Wolfenbüttel y por Carl David Stegmann. Posteriormente, en 1785, fue puesta en música de nuevo por Ernst Wilhelm Wolf y Carl Christian Agthe.
En 1771, Goethe había escrito el poema Heidenröslein, que trata del amor rechazado de un muchacho, siendo la amada representada por una rosa. Das Veilchen invierte la situación y describe el amor de una muchacha rechazado por un hombre despreocupado, siendo la muchacha representada por una violeta.
| Ein Veilchen auf der Wiese stand, gebückt in sich und unbekannt; es war ein herzigs Veilchen. Da kam ein' junge Schäferin mit leichtem Schritt und munterm Sinn daher, daher, die Wiese her und sang. Ach! denkt das Veilchen, wär' ich nur die schönste Blume der Natur, ach, nur ein kleines Weilchen, bis mich das Liebchen abgepflückt und an dem Busen matt gedrückt, ach, nur, ach nur ein Viertelstündchen lang! Ach, aber ach! Das Mädchen kam und nicht in acht das Veilchen nahm, ertrat das arme Veilchen. Es sank und starb, und freut' sich noch: und sterb' ich denn, so sterb' ich doch durch sie, durch sie, zu ihren Füßen doch! Das arme Veilchen! es war ein herzigs Veilchen. | Una violeta en la pradera se hallaba, inclinada sobre sí misma e ignorada; era una alegre violeta. En esto llegó una joven pastorcilla con paso ligero y espíritu alegre, por aquí, por allá, por el prado mientras cantaba. ¡Ay! - pensaba la violeta - si yo fuera la más bella flor de la naturaleza ay, tan solo un breve instante, la enamorada vendría a mí, me arrancaría y me presionaría contra su pecho, ¡aunque fuera solamente durante un corto cuarto de hora! Ay, pero ¡ay! la muchacha llegó y como no reparó en ella, pisó a la pobre violeta. Se hundió y pereció, no obstante contenta: ¡Muero pues y déjame morir mas por ella, por ella, mas bajo sus pies! ¡La pobre violeta! Era una alegre violeta. |

## Música
Esta canción es la única que Mozart escribió sobre texto de Goethe. No está claro cuándo encontró Mozart el poema, pero probablemente fue a través de una de las puestas en música realizadas por otros compositores de la época. Mozart añadió al texto la última línea.
El poema está escrito en tres estanzas, pero en lugar de emplear la forma estrófica, Mozart crea una obra trascompuesta, demostrando su atención cuidadosa a las palabras del poeta produciendo un carácter diferente para cada verso. Al final de la canción, el compositor añade sus propias palabras en una coda de dos compases.
La composición es de 65 compases, y su interpretación suele durar unos 2 minutos y medio. Su tonalidad es la de sol mayor, y está compuesta en compás de 2/4. La extensión es de un intervalo de novena, desde fa4 hasta sol5.
La pieza comienza con una introducción de seis compases de extensión, en la que el piano interpreta la melodía de la primera línea. La primera estanza se inicia en los siguientes quince compases. La entrada de la pastora se marca con una modulación a re mayor; esta es seguida por un segmento de cuatro compases que resume el carácter alegre de la violeta – y un calderón general que precede el cambio de carácter que se da en el segundo verso, un cambio de tonalidad a sol menor para describir el deseo de la violeta. A continuación, cambia a la tonalidad paralela de si bemol mayor en la última parte de ese verso, cuando la violeta expresa esperanza por el hecho de que su amor se vea correspondido, pero concluyendo en un lamento frigio. La narración del tercer verso es un recitativo accompagnato en mi bemol menor que culmina en el pisoteo de la violeta, que se enfatiza con un calderón general inmediatamente después. La flor muriendo es descrita mediante una escala cromática descendente, hasta iniciar una modulación final de nuevo a la tonalidad de sol mayor, que convierte el dolor en júbilo. Entonces, Mozart añade dos frases al poema para componer sobre ellas una coda; en estilo de recitativo, en tiempo libre y usando solo dos notas: «Das arme Veilchen!» (¡La pobre violeta!), un largo calderón general, y cierra la canción a tempo con una cita de la tercera línea: «es war ein herzigs Veilchen» (era una alegre violeta).

## Composiciones sobre este poema de otros autores
Otros compositores, además de los mencionados más arriba como compositores del singspiel de Goethe, que han puesto música a este poema, son Philipp Christoph Kayser (1776), Anton Schweitzer (1777), Joseph Anton Steffan (1779), Johann Friedrich Reichardt en 1780 y en 1783, las versiones de Clara Kathleen Rogers y Felix Mendelssohn, Karl Siegmund von Seckendorff (1779), Friedrich Heinrich Himmel (circa 1807), Peter Josef von Lindpaintner (1815), Václav Tomášek (1815), Carl Gottlieb Reissiger (1827), Clara Schumann (1853), Nikolai Medtner (1909) y Othmar Schoeck (1915). Entre las versiones realizadas en otros idiomas se incluyen las de Halfdan Kjerulf, musicalización de una traducción al danés del poema realizada por Adam Oehlenschläger; Johan Erik Nordblom sobre el texto en sueco, y una versión en inglés de Clara Kathleen Rogers.

## Enlaces externos

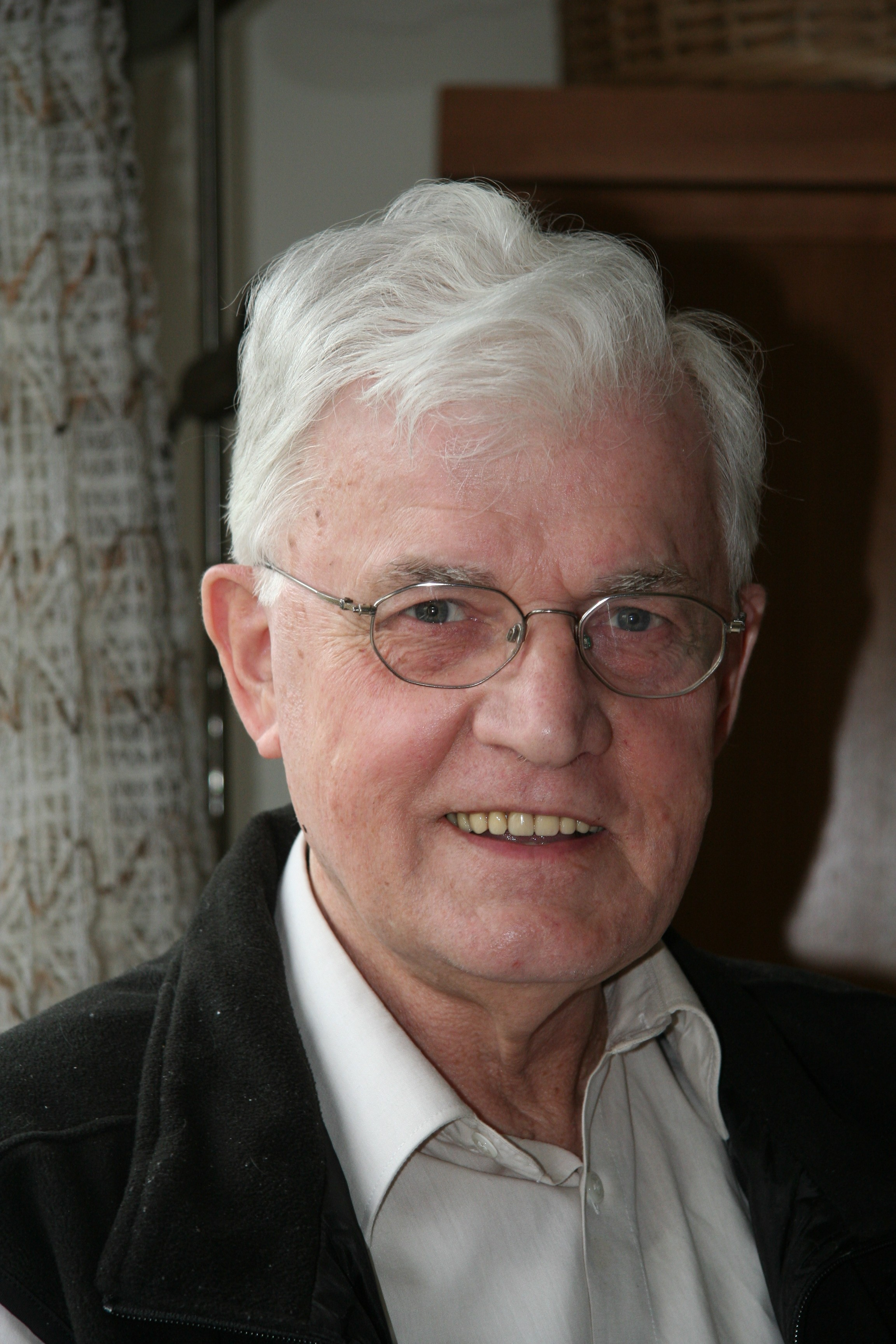
Wißkirchen en el 2007.